# Albi di Linus (1985-2004)
Elenco degli albi di Linus, rivista antologica di fumetti edita dalla Figure, dalla Rizzoli e infine dalla Baldini e Castoldi.
| Indice 1985 1986 1987 1988 1989 1990 1991 1992 1993 1994 1995 1996 1997 1998 1999 2000 2001 2002 2003 2004 |

## 1985
| Nr. | Data pubblicazione | Copertina         |
| --- | ------------------ | ----------------- |
| 238 | Gennaio 1985       | Charles M. Schulz |
| - Dalmaviva di Mario Dalmaviva (1 pagina) - Bobo (seconda parte) di Sergio Staino (12 pagine) - Altan di Altan (10 pagine) - Girighiz di Enzo Lunari (6 pagine) - Ellekappa di Laura Pellegrini (4 pagine) - Le avventure del Dottor Alpha, critico letterario di Daniele Panebarco (13 pagine) - Madame Inquieta: Malefeste di Mojmir Jezek, Paola Zanuttini (2 pagine) - "L'oroscopo" del 1985 (12 pagine) - Dottor Ventosa-Bobologo di Claire Bretécher (2 pagine) - Cioccolato - La passione divorante (prima parte) di Sandra Boynton (6 pagine) - Peanuts di Charles M. Schulz (7 pagine) - Bloom County di Berke Breathed (4 pagine) - Bristow di Frank Dickens (4 pagine) - Doonesbury di Garry B. Trudeau (4 pagine) - Wizard of Id di Brant Parker, Johnny Hart (7 pagine) - B.C. di Johnny Hart (4 pagine) - Crock di Bill Rechin, Don Wilder (4 pagine) - Beetle Bailey di Mort Walker (5 pagine) - I Prenucleari di Kevin Ahern (5 pagine) |                    |                   |
| 239 | Febbraio 1985      | Charles M. Schulz |
| - Dalmaviva di Mario Dalmaviva (1 pagina) - Prenucleari di Kevin Ahern (3 pagine) - Bobo di Enzo Lunari (14 pagine) - Ellekappa di Laura Pellegrini (4 pagine) - Altan di Altan (7 pagine) - Girighiz di Enzo Lunari (7 pagine) - Donna Celeste di Renato Calligaro (2 pagine) - Ciacci e il feeling del felino (primo episodio) di Bruno D'Alfonso, Francesco Cascioli (8 pagine) - Madame Inquieta: La bella addormentata (a teatro) di Mojmir Jezek, Paola Zanuttini (2 pagine) - Copi: Kang di Copi (5 pagine) - Dottor Ventosa Bobologo di Claire Bretécher (2 pagine) - Peanuts di Charles M. Schulz (9 pagine) - Bruno D'Alfonso di Bruno D'Alfonso (3 pagine) - Bloom County di Berke Breathed (5 pagine) - Feiffer di Jules Feiffer (5 pagine) - Doonesbury di Garry B. Trudeau (5 pagine) - B.C. di Johnny Hart (7 pagine) - Wizard of Id di Brant Parker, Johnny Hart (5 pagine) - Beetle Bailey di Mort Walker (4 pagine) - Crock di Bill Rechin, Don Wilder (5 pagine) - Cioccolato - La passione divorante (seconda parte) di Sandra Boynton (4 pagine)                                                                    |                    |                   |
| 240 | Marzo 1985         | Charles M. Schulz |
| - Prenucleari di Kevin Ahern (2 pagine) - Girighiz di Enzo Lunari (8 pagine) - Ellekappa di Laura Pellegrini (7 pagine) - Donna Celeste di Renato Calligaro (2 pagine) - Altan di Altan (9 pagine) - Nella giungla metaforosa: Le avventure del Dott. Alfa critico letterario di Daniele Panebarco (13 pagine) - Ciacci e il feeling del felino (secondo episodio) di Bruno D'Alfonso, Francesco Cascioli (12 pagine) - Le interviste difficili di Angese (2 pagine) - Madame inquieta: Il lavoro in testa di Mojmir Jezek, Paola Zanuttini (2 pagine) - Dottor Ventosa Bobologo di Claire Bretécher (2 pagine) - Vita all'aria aperta: La torta della mamma di Jean-Marc Reiser - Peanuts di Charles M. Schulz (8 pagine) - Bloom County di Berke Breathed (4 pagine) - Crock di Bill Rechin, Don Wilder (5 pagine) - Wizard of Id di Brant Parker, Johnny Hart (5 pagine) - Doonesbury di Garry B. Trudeau (4 pagine) - Bristow di Frank Dickens (4 pagine) - Beetle Bailey di Mort Walker (5 pagine) - Cioccolato - La passione divorante (terza parte) di Sandra Boynton (4 pagine)                                                  |                    |                   |
| 241 | Aprile 1985        | Altan             |
| - Prenucleari di Kevin Ahern (2 pagine) - Le interviste ai potenti: Achille Occhetto di Angese (8 pagine) - Nick Martello in "Bumbo il leggendario partigiano" di Daniele Panebarco (11 pagine) - Ellekappa di Laura Pellegrini (3 pagine) - Girighiz di Enzo Lunari (9 pagine) - Bobo: Autogrill di Sergio Staino (8 pagine) - Bruno D'Alfonso di Bruno D'Alfonso (2 pagine) - Calligaro di Renato Calligaro (2 pagine) - Dott. Ventosa Bobologo di Claire Bretécher (2 pagine) - Via all'aria aperta: prima comunione di Jean-Marc Reiser (3 pagine) - Copi: Kang di Copi (3 pagine) - Cioccolato - La passione divorante (quarta parte) di Sandra Boynton (6 pagine) - Altan di Paolo D'Altan, Altan (6 pagine) - Peanuts di Charles M. Schulz (8 pagine) - Bloom County di Berke Breathed (5 pagine) - Crock di Bill Rechin, Don Wilder (7 pagine) - Feiffer di Jules Feiffer (4 pagine) - Doonesbury di Garry B. Trudeau (4 pagine) - B.C. di Johnny Hart (5 pagine) - Wizard of Id di Brant Parker, Johnny Hart (4 pagine) - Beetle Bailey di Mort Walker (4 pagine)                                                               |                    |                   |
| 242 | Maggio 1985        | Charles M. Schulz |
| - Prenucleari di Kevin Ahern (1 pagina) - Bobo di Sergio Staino (11 pagine) - Ellekappa di Laura Pellegrini (7 pagine) - Girighiz di Enzo Lunari (7 pagine) - Ciacci: Sono vivo per miracolo di Bruno D'Alfonso, Francesco Cascioli (10 pagine) - Bruno D'Alfonso di Bruno D'Alfonso (1 pagina) - Madame Inquieta: Una gonna di altri tempi di Mojmir Jezek, Paola Zanuttini (2 pagine) - Le avventure del Dott. Alpha di Daniele Panebarco (12 pagine) - Donna Celeste di Renato Calligaro (3 pagine) - Altan di Altan (5 pagine) - Chicks di Su Sanna (3 pagine) - Peanuts di Charles M. Schulz (7 pagine) - Feiffer di Jules Feiffer (4 pagine) - Bloom County di Berke Breathed (4 pagine) - Doonesbury di Garry B. Trudeau (6 pagine) - B.C. di Johnny Hart (5 pagine) - Wizard of Id di Brant Parker, Johnny Hart (6 pagine) - Crock di Bill Rechin, Don Wilder (6 pagine) - Dott. Ventosa Bobologo di Claire Bretécher (2 pagine) - Reiser: Viviamo in un'epoca formidabile di Jean-Marc Reiser (4 pagine) - Cioccolato - La passione divorante (quinta parte) di Sandra Boynton (4 pagine) - Copi: Kang di Copi (2 pagine)       |                    |                   |
| 243 | Giugno 1985        | Charles M. Schulz |
| - Prenucleari di Kevin Ahern (4 pagine) - Bobo di Sergio Staino (8 pagine) - Bruno D'Alfonso di Bruno D'Alfonso (4 pagine) - Ciacci: Il racket della mozzarella di Bruno D'Alfonso, Francesco Cascioli (10 pagine) - Ellekappa di Laura Pellegrini (3 pagine) - Girighiz di Enzo Lunari (8 pagine) - Altan di Altan (5 pagine) - Madame inquieta: Sexy Test di Mojmir Jezek, Paola Zanuttini (2 pagine) - Calligaro di Renato Calligaro (3 pagine) - Dott. Ventosa Bobologo di Claire Bretécher (4 pagine) - Reiser: Sono disgustosi di Jean-Marc Reiser (2 pagine) - Copi: Kang di Copi (3 pagine) - Cioccolato - La passione divorante (sesta parte) di Sandra Boynton (4 pagine) - Peanuts di Charles M. Schulz (8 pagine) - Doonesbury di Garry B. Trudeau (6 pagine) - Bloom County di Berke Breathed (5 pagine) - Feiffer di Jules Feiffer (2 pagine) - Crock di Bill Rechin, Don Wilder (5 pagine) - B.C. di Johnny Hart (5 pagine) - Wizard of Id di Brant Parker, Johnny Hart (5 pagine) - Beetle Bailey di Mort Walker (6 pagine) - Bristow di Frank Dickens (4 pagine) - Chicks di Su Sanna (3 pagine)                        |                    |                   |
| 244 | Luglio 1985        | Charles M. Schulz |
| - Prenucleari di Kevin Ahern (4 pagine) - Le interviste a fumetti: Marco Pannella di Vincenzo Gallo (8 pagine) - Allegra di Gianni Allegra (2 pagine) - Altan di Altan (5 pagine) - Bobo di Sergio Staino (5 pagine) - Calligaro di Renato Calligaro (1 pagina) - Girighiz di Enzo Lunari (6 pagine) - Ellekappa di Laura Pellegrini (4 pagine) - Ciacci: La reincarnazione del dio cobra (prima parte) di Bruno D'Alfonso, Francesco Cascioli (8 pagine) - Madame Inquieta: La bulla e la bestia di Mojmir Jezek, Paola Zanuttini (2 pagine) - Dott. Ventosa Bobologo di Claire Bretécher (4 pagine) - Reiser: Sono disgustosi di Jean-Marc Reiser (2 pagine) - Copi: Kang di Copi (3 pagine) - Peanuts di Charles M. Schulz (9 pagine) - Bloom County di Berke Breathed (4 pagine) - Crock di Bill Rechin, Don Wilder (5 pagine) - Doonesbury di Garry B. Trudeau (3 pagine) - Wizard of Id di Brant Parker, Johnny Hart (5 pagine) - B.C. di Johnny Hart (6 pagine) - Beetle Bailey di Mort Walker (6 pagine) - Bristow di Frank Dickens (4 pagine) - Cioccolato - La passione divorante (settima parte) di Sandra Boynton (6 pagine) |                    |                   |
| 245 | Agosto 1985        | Sergio Staino     |
| - Prenucleari di Kevin Ahern (3 pagine) - Le avventure di Per-Tin-Tin di Angese (6 pagine) - Allegra di Gianni Allegra (2 pagine) - Altan di Altan (8 pagine) - Bobo: Diario segreto di Sergio Staino (7 pagine) - Calligaro di Renato Calligaro (3 pagine) - Donna Celeste di Renato Calligaro (4 pagine) - Ciacci: La reincarnazione del dio cobra (seconda ed ultima parte) di Bruno D'Alfonso, Francesco Cascioli (10 pagine) - Madame Inquieta: Mar d'amore di Mojmir Jezek, Paola Zanuttini (2 pagine) - Dott. Ventosa Bobologo di Claire Bretécher (4 pagine) - Copi: Kang di Copi (5 pagine) - Peanuts di Charles M. Schulz (8 pagine) - Doonesbury di Garry B. Trudeau (4 pagine) - Crock di Bill Rechin, Don Wilder (6 pagine) - Bloom County di Berke Breathed (4 pagine) - Bristow di Frank Dickens (5 pagine) - Feiffer di Jules Feiffer (6 pagine) - B.C. di Johnny Hart (6 pagine) - Wizard of Id di Brant Parker, Johnny Hart (6 pagine) - Beetle Bailey di Mort Walker (4 pagine) - Cioccolato - La passione divorante (ottava parte) di Sandra Boynton (6 pagine)                                                      |                    |                   |
| 246 | Settembre 1985     | Altan             |
| - Prenucleari di Kevin Ahern (4 pagine) - Donna Celeste di Renato Calligaro (6 pagine) - Altan di Altan (10 pagine) - Girighiz di Enzo Lunari (10 pagine) - Madame Inquieta: Open Season di Mojmir Jezek, Paola Zanuttini (2 pagine) - Chicks di Su Sanna (4 pagine) - Ellekappa di Laura Pellegrini (2 pagine) - Ciacci: La barba di Bruno D'Alfonso, Francesco Cascioli (3 pagine) - Dott. Ventosa Bobologo di Claire Bretécher (8 pagine) - La vita degli animali: I topi... di Jean-Marc Reiser (3 pagine) - Copi: Kang di Copi (6 pagine) - Cioccolato - La passione divorante (nona parte) di Sandra Boynton (6 pagine) - Peanuts di Charles M. Schulz (7 pagine) - Bruno D'Alfonso di Bruno D'Alfonso (2 pagine) - Doonesbury di Garry B. Trudeau (7 pagine) - Feiffer di Jules Feiffer (4 pagine) - Beetle Bailey di Mort Walker (7 pagine) - Bloom County di Berke Breathed (6 pagine) - Bristow di Frank Dickens (6 pagine) - Crock di Bill Rechin, Don Wilder (8 pagine) - B.C. di Johnny Hart (6 pagine) - Wizard of Iz di Brant Parker, Johnny Hart (7 pagine)                                                              |                    |                   |
| 247 | Ottobre 1985       | Charles M. Schulz |
| - Chicks di Su Sanna (6 pagine) - Bobo di Sergio Staino (7 pagine) - Altan di Altan (7 pagine) - Le avventure del compagno Pix discendente di Marx di Angese (6 pagine) - Ciacci: Noze di Bruno D'Alfonso, Francesco Cascioli (8 pagine) - Girighiz di Enzo Lunari (7 pagine) - Ellekappa di Laura Pellegrini (1 pagina) - Dott. Ventosa Bobologo di Claire Bretécher (4 pagine) - Reiser: La vita degli animali di Jean-Marc Reiser (2 pagine) - Bruno D'Alfonso di Bruno D'Alfonso (1 pagina) - Donna Celeste di Renato Calligaro (2 pagine) - Prenucleari di Kevin Ahern (4 pagine) - Bloom County di Berke Breathed (6 pagine) - Bristow di Frank Dickens (4 pagine) - Peanuts di Charles M. Schulz (7 pagine) - Cioccolato - La passione divorante (decima parte) di Sandra Boynton (6 pagine) - Feiffer di Jules Feiffer (3 pagine) - B.C. di Johnny Hart (6 pagine) - Crock di Bill Rechin, Don Wilder (4 pagine) - Wizard of Id di Brant Parker, Johnny Hart (4 pagine) |                    |                   |
| 248 | Novembre 1985      | Altan             |
| - Bobo di Sergio Staino (7 pagine) - Altan di Altan (6 pagine) - Intervista a Dario Fo di Angese (7 pagine) - Ellekappa di Laura Pellegrini (3 pagine) - Girighiz di Enzo Lunari (7 pagine) - Ciacci: Un occhio di riguardo (prima parte) di Bruno D'Alfonso, Francesco Cascioli (6 pagine) - Madame Inquieta: Posta del cuore di Mojmir Jezek, Paola Zanuttini (2 pagine) - Top Kat ovvero i punti di vista di Franco Matticchio (8 pagine) - Dott. Ventosa Bobologo di Claire Bretécher (4 pagine) - Viva le donne: Cetriolo di Jean-Marc Reiser (4 pagine) - Chicks di Su Sanna (3 pagine) - Feiffer di Jules Feiffer (3 pagine) - Doonesbury di Garry B. Trudeau (5 pagine) - Bristow di Frank Dickens (4 pagine) - Peanuts di Charles M. Schulz (8 pagine) - Bloom County di Berke Breathed (6 pagine) - Crock di Bill Rechin, Don Wilder (6 pagine) - Wizard of Id di Brant Parker, Johnny Hart (4 pagine) - B.C. di Johnny Hart (6 pagine) - Beetle Bailey di Mort Walker (3 pagine) |                    |                   |
| 249 | Dicembre 1985      | Altan             |
| - Chicks di Su Sanna (7 pagine) - Ciacci: Un occhio di riguardo (seconda parte) di Bruno D'Alfonso, Francesco Cascioli (9 pagine) - Girighiz di Enzo Lunari (6 pagine) - Donna Celeste di Renato Calligaro (6 pagine) - Madame Inquieta: Posta del cuore 2 di Mojmir Jezek, Paola Zanuttini (2 pagine) - Bobo di Sergio Staino (9 pagine) - Origine del Signor Ahi (prima parte) di Franco Matticchio (11 pagine) - Pablo Echaurren: Felix Mirò - Krazy Mondrien - Popeye Kandinsky di Pablo Echaurren (3 pagine) - Altan di Altan (5 pagine) - Dott. Ventosa Bobologo di Claire Bretécher (1 pagina) - Viva le donne: Sberla ai ferri di Jean-Marc Reiser (4 pagine) - Peanuts di Charles M. Schulz (5 pagine) - Bloom County di Berke Breathed (5 pagine) - Beetle Bailey di Mort Walker (5 pagine) - Doonesbury di Garry B. Trudeau (5 pagine) - Wizard of Iz di Brant Parker, Johnny Hart (4 pagine) - B.C. di Johnny Hart (6 pagine) - Crock di Bill Rechin, Don Wilder (7 pagine) |                    |                   |

## 1986
| Nr. | Data pubblicazione | Copertina         |
| --- | ------------------ | ----------------- |
| 250 | Gennaio 1986       | Altan             |
| - Feiffer di Jules Feiffer (1 pagina) - Ciacci: Non è una nuvola passeggera (prima parte) di Bruno D'Alfonso, Francesco Cascioli (6 pagine) - La scoperta del niente di Daniele Panebarco (12 pagine) - Doonesbury di Garry B. Trudeau (4 pagine) - Bloom County di Berke Breathed (6 pagine) - Bobo: Recita di Natale di Sergio Staino (7 pagine) - La storia dell'editoria a puntate: Da Topolino a Scalfari (prima parte) di Angese (6 pagine) - Parigi sarà sempre Parigi di Gèrard Lauzier (6 pagine) - Scomparsa del Signor Ahi (seconda parte) di Franco Matticchio (7 pagine) - Girighiz di Enzo Lunari (7 pagine) - Viva le donne: Filosofia spicciola di Jean-Marc Reiser (2 pagine) - Madame Inquieta: Glory Days di Mojmir Jezek, Paola Zanuttini (2 pagine) - Bristow di Frank Dickens (3 pagine) - Beetle Bailey di Mort Walker (4 pagine) - Wizard of id di Brant Parker, Johnny Hart (5 pagine) - B.C. di Johnny Hart (4 pagine) - Crock di Bill Rechin, Don Wilder (4 pagine) - Peanuts di Charles M. Schulz (5 pagine) |                    |                   |
| 251 | Febbraio 1986      | Berke Breathed    |
| - Altan di Altan (5 pagine) - Chicks di Su Sanna (3 pagine) - Doonesbury di Garry B. Trudeau (5 pagine) - Ellekappa di Laura Pellegrini (2 pagine) - Bobo di Sergio Staino (5 pagine) - Ciacci: Non è una nuvola passeggera (seconda parte) di Bruno D'Alfonso, Francesco Cascioli (10 pagine) - Bruno D'Alfonso di Bruno D'Alfonso (9 pagine) - Dott. Ventosa Bobologo di Claire Bretécher (3 pagine) - Bloom County di Berke Breathed (4 pagine) - Ritorno del Signor Ahi di Franco Matticchio (8 pagine) - La storia dell'editoria a puntate: Da Topolino a Scalfari (seconda parte) di Angese (8 pagine) - Viva le donne di Jean-Marc Reiser (9 pagine) - Crock di Bill Rechin, Don Wilder (5 pagine) - Girighiz di Enzo Lunari (3 pagine) - Madame Inquieta: Miti e moti di Mojmir Jezek, Paola Zanuttini (2 pagine) - B.C. di Johnny Hart (4 pagine) - Bristow di Frank Dickens (4 pagine) - Beetle Bailey di Mort Walker (4 pagine) - Wizard of Id di Brant Parker, Johnny Hart (6 pagine) - Peanuts di Charles M. Schulz (5 pagine) |                    |                   |
| 252 | Marzo 1986         | Altan             |
| - I Prenucleari di Kevin Ahern (2 pagine) - Viva le donne di Jean-Marc Reiser (5 pagine) - Balletto di Georges Wolinski (2 pagine) - Doonesbury di Garry B. Trudeau (4 pagine) - Donna Celeste di Renato Calligaro (2 pagine) - Bobo: Hardcore di Sergio Staino (6 pagine) - Altan di Altan (7 pagine) - Ciacci: Pipino il furioso (prima parte) di Bruno D'Alfonso, Francesco Cascioli (6 pagine) - Viaggio a Palermo: Appunti dalla palude di Vincenzo Gallo (5 pagine) - Angese di Angese (4 pagine) - La storia dell'editoria a puntate: Da Topolino a Scalfari (terza parte) di Angese (6 pagine) - Caffeina d'Europa (prima parte) di Pablo Echaurren (10 pagine) - La rottura di Gèrard Lauzier (5 pagine) - Bloom County di Berke Breathed (4 pagine) - Crock di Bill Rechin, Don Wilder (4 pagine) - Ellekappa di Laura Pellegrini (5 pagine) - Allegra di Gianni Allegra (3 pagine) - Girighiz di Enzo Lunari (6 pagine) - Bristow di Frank Dickens (3 pagine) - Beetle Bailey di Mort Walker (3 pagine) - B.C. di Johnny Hart (4 pagine) - Peanuts di Charles M. Schulz (5 pagine)                                                                                                |                    |                   |
| 253 | Aprile 1986        | Altan             |
| - Altan di Altan (4 pagine) - La benicillina di Daniele Panebarco (10 pagine) - Ellekappa di Laura Pellegrini (4 pagine) - Feiffer di Jules Feiffer (2 pagine) - Girighiz di Enzo Lunari (4 pagine) - Ciacci: Pipino il furioso (seconda parte) di Bruno D'Alfonso, Francesco Cascioli (7 pagine) - Allegra di Gianni Allegra (1 pagina) - Doonesbury di Garry B. Trudeau (4 pagine) - Bruno D'Alfonso di Bruno D'Alfonso (4 pagine) - La storia dell'editoria a puntate: Da Topolino a Scalfari (quarta parte) di Angese (8 pagine) - Il buco nero di Franco Matticchio (5 pagine) - Chicks di Su Sanna (3 pagine) - Girighiz di Enzo Lunari (2 pagine) - Breda di Mario Breda (2 pagine) - Dr. Ventosa Bobologo di Claire Bretécher (2 pagine) - Madame Inquieta: Miti e moti di Mojmir Jezek, Paola Zanuttini (2 pagine) - Caffeina d'Europa di Pablo Echaurren (10 pagine) - Bloom County di Berke Breathed (5 pagine) - Reiser di Jean-Marc Reiser (8 pagine) - B.C. di Johnny Hart (5 pagine) - Crock di Bill Rechin, Don Wilder (3 pagine) - Wizard of Iz di Brant Parker, Johnny Hart (4 pagine) - I Prenucleari di Kevin Ahern (2 pagine) - Peanuts di Charles M. Schulz (5 pagine) |                    |                   |
| 254 | Maggio 1986        | Charles M. Schulz |
| - Altan di Altan (3 pagine) - Chicks di Su Sanna (5 pagine) - C'era una volta in Italia di Daniele Panebarco (19 pagine) - Feiffer di Jules Feiffer (4 pagine) - Meglio fuori che dentro di Angese (3 pagine) |                    |                   |
| 255 | Giugno 1986        | ?                 |
| 256 | Luglio 1986        | Altan             |
| 257 | Agosto 1986        | ?                 |
| 258 | Settembre 1986     | ?                 |
| 259 | Ottobre 1986       | Altan             |
| - Chicks - Altan - Feiffer - Bloom County - Allegra - Beetle Bayley - Ciacci: Amami per piacere - Dott. Ventosa Bobologo - Madame Inquieta: Miti & moti - Boopismo - Martelli e la centrale nucleare - Jones: La pozzanghera - Volersi bene - Calligaro - Crock - Doonesbury - Peanuts - B.C. - Bristow - Bruno D'Alfonso - Wizard of Id |                    |                   |
| 260 | Novembre 1986      | ?                 |
| 261 | Dicembre 1986      | ?                 |

## 1987
| Nr. | Data pubblicazione | Copertina      |
| --- | ------------------ | -------------- |
| 262 | Gennaio 1987       | Berke Breathed |
| - Feiffer di Jules Feiffer (1 pagina) - Perversioni di Enzo Lunari (4 pagine) - Madame inquieta - Il segreto di Messner (2 pagine) - Lo specchio di Jean-Marc Reiser (5 pagine) - Altan di Altan (3 pagine) - Donna Celeste di Renato Calligaro - Doonesbury di Garry B. Trudeau (4 pagine) - Il mostro di Loch ness di Franco Matticchio (6 pagine) - I prenucleari di Kevin Ahern - Peanuts di Charles M. Schulz (10 pagine) - Beetle Bailey di Mort Walker (6 pagine) - Bloom County di Berke Breathed (4 pagine) - Crock di Don Wilder, Bill Rechin (5 pagine) - B.C. di Johnny Hart (6 pagine) - Wizard of id di Brant Parker, Johnny Hart (4 pagine) - Bristow di Frank Dickens (3 pagine) |                    |                |
| 263 | Febbraio 1987      | ?              |
| - Altan di Altan - Feiffer di Jules Feiffer - LK - Doonesbury - Ciacci - Bloom County - Donna Celeste - Peanuts - Jones - B.C. - Le avventure di Olaf - Epidemia - Mai dire Aids - Beetle Bailey - Bristow - Crock - Wizard of Id |                    |                |
| 264 | Marzo 1987         | ?              |
| 265 | Aprile 1987        | Altan          |
| 266 | Maggio 1987        | ?              |
| 267 | Giugno 1987        | ?              |
| 268 | Luglio 1987        | ?              |
| 269 | Agosto 1987        | Altan          |
| 270 | Settembre 1987     | Altan          |
| 271 | Ottobre 1987       | ?              |
| 272 | Novembre 1987      | Altan          |
| 273 | Dicembre 1987      | ?              |

## 1988
| Nr. | Data pubblicazione | Copertina         |
| --- | ------------------ | ----------------- |
| 274 | Gennaio 1988       | Charles M. Schulz |
| - I topi di Copi (16 pagine) - L'ultima neve di Franco Matticchio (6 pagine) - L'effetto Celentano di Silvia Ziche, Maurizio Minoggio (5 pagine) - Il giardino dell'eden di Silvia Ziche (4 pagine) - Ciacci: la Svizzera dei docenti (terza puntata) di Bruno D'Alfonso (5 pagine) - Come se fosse ieri di Laura Pellegrini (4 pagine) - Donna Celeste di Renato Calligaro (3 pagine) - Insonnia di Enzo Lunari (4 pagine) - Feiffer di Jules Feiffer (2 pagine) - Gary Larson di Gary Larson (3 pagine) - Bloom County di Berke Breathed (5 pagine) - Calvin & Hobbes di Bill Watterson (4 pagine) - Agrippina di Claire Bretécher (3 pagine) - Bristow di Frank Dickens (4 pagine) - Doonesbury di Garry B. Trudeau (3 pagine) - Wizard of Iz di Brant Parker, Johnny Hart (4 pagine) - Crock di Bill Rechin, Don Wilder (6 pagine) - B.C. di Johnny Hart (5 pagine) - Beetle Bailey di Mort Walker (5 pagine) - Peanuts di Charles M. Schulz (8 pagine) |                    |                   |
| 275 | Gennaio 1988       | Berke Breathed    |
| 276 | Marzo 1988         | Jean-Marc Reiser  |
| 277 | Aprile 1988        | Charles M. Schulz |
| 278 | Maggio 1988        | Charles M. Schulz |
| 279 | Giugno 1988        | Altan             |
| 280 | Luglio 1988        | Berke Breathed    |
| 281 | Agosto 1988        | Jean-Marc Reiser  |
| 282 | Settembre 1988     | Berke Breathed    |
| 283 | Ottobre 1988       | Altan             |
| 284 | Novembre 1988      | Altan             |
| 285 | Dicembre 1988      | Altan             |

## 1989
| Nr. | Data pubblicazione | Copertina         |
| --- | ------------------ | ----------------- |
| 286 | Gennaio 1989       | ?                 |
| 287 | Febbraio 1989      | Altan             |
| 288 | Marzo 1989         | Berke Breathed    |
| 289 | Aprile 1989        | Altan             |
| 290 | Maggio 1989        | Berke Breathed    |
| 291 | Giugno 1989        | Altan             |
| 292 | Luglio 1989        | Altan             |
| - In diretta dal TG3: Altan, ElleKappa, Vincino, Sergio Staino di Altan, Laura Pellegrini, Vincenzo Gallo, Sergio Staino (9 pagine) - Corvo Nero non avrai il mio scalpo! di Laura Pellegrini (3 pagine) - Gianni Allegra di Gianni Allegra (2 pagine) - La pagina di Vauro di Vauro (1 pagina) - Capitan Kidd (seconda parte) di Sergio Staino (12 pagine) - Donna Celeste di Renato Calligaro (2 pagine) - Occhio per occhio: La vendetta di Danilo Maramotti (4 pagine) - Pogo di Neal Sternecky, Larry Doyle (6 pagine) - Doonesbury di Garry B. Trudeau (3 pagine) - Bloom County di Berke Breathed (4 pagine) - Feiffer di Jules Feiffer (4 pagine) - Calvin & Hobbes di Bill Watterson (4 pagine) - Peanuts di Charles M. Schulz (8 pagine) - Fumagalli di Gigi Gatti (3 pagine) - B.C. di Johnny Hart (4 pagine) - Beetle Bailey di Mort Walker (4 pagine) - Crock di Bill Rechin, Don Wilder (4 pagine) |                    |                   |
| 293 | Agosto 1989        | Altan             |
| 294 | Settembre 1989     | Altan             |
| 295 | Ottobre 1989       | Charles M. Schulz |
| 296 | Novembre 1989      | Berke Breathed    |
| 297 | Dicembre 1989      | Altan             |

## 1990
| Nr. | Data pubblicazione | Copertina        |
| --- | ------------------ | ---------------- |
| 298 | Gennaio 1990       | Altan            |
| 299 | Febbraio 1990      | Altan            |
| 300 | Marzo 1990         | Berke Breathed   |
| 301 | Aprile 1990        | ?                |
| 302 | Maggio 1990        | ?                |
| 303 | Giugno 1990        | Altan            |
| 304 | Luglio 1990        | Altan            |
| - Altan di Altan (12 pagine) - Forza, Poldo di Altan (4 pagine) - Wladimir lliljc Tilman (1 pagina) - Il grande dito: Allora ti decidi?! di Angese (10 pagine) - Reiser: La famiglia Brambilla in vacanza di Jean-Marc Reiser (2 pagine) - Ustica, provincia di Palermo di Gianni Allegra (1 pagina) - Gli inquinauti di Marco Scalia (2 pagine) - Doonesbury - Vauro - Outland - Pogo - Made in Italy - Crock - Bristow - Beetle Bailey - Peanuts - Calvin & Hobbes - Wizard of Id - Donna Celeste - I Red Brothers |                    |                  |
| 305 | Agosto 1990        | Berke Breathed   |
| 306 | Settembre 1990     | ?                |
| 307 | Ottobre 1990       | ?                |
| 308 | Novembre 1990      | Garry B. Trudeau |
| - Gianni Allegra - La pizzeria nella valle dello Giosafate - Vincino - L.K. - Donna Celeste - Una storia senza senso - Doonesbury - Peanuts - Beetle Bailey - Outland - Bristow - Wizard of Iz - Pogo - Calvin & Hobbes - B.C. - Overboard - Ruzier - Crock - La posta di Annarosa - La pagina di Vauro |                    |                  |
| 309 | Novembre 1990      | ?                |

## 1991
| Nr. | Data pubblicazione | Copertina      |
| --- | ------------------ | -------------- |
| 310 | Gennaio 1991       | Altan          |
| - Vincino di Vincenzo Gallo (1 pagina) - Altan di Altan (5 pagine) - Danilo Maramotti di Danilo Maramotti (1 pagina) - Orme di Angese (10 pagine) - Ciacci: Scuola vendesi di Bruno D'Alfonso - Il presepe di Enzo Lunari (5 pagine) - Doonesbury di Garry B. Trudeau (4 pagine) - Pogo di Neal Sternecky, Larry Doyle (6 pagine) - Outland di Berke Breathed (4 pagine) - Peanuts di Charles M. Schulz (6 pagine) - Ingrata Agrippine di Claire Bretécher (4 pagine) - Loving di Laura Pellegrini (3 pagine) - Bruno D'Alfonso di Bruno D'Alfonso (10 pagine) - Feiffer di Jules Feiffer (8 pagine) - Donna Celeste di Renato Calligaro (2 pagine) - Bristow di Frank Dickens (4 pagine) - La pagina di Vauro di Vauro (5 pagine) - Calvin & Hobbes di Bill Watterson (3 pagine) - B.C. di Johnny Hart (6 pagine) - Los Inquinaudos di Marco Scalia (3 pagine) - Wizard of Id di Brant Parker, Johnny Hart (4 pagine) - Gianni Allegra di Gianni Allegra (1 pagina) |                    |                |
| 311 | Febbraio 1991      | ?              |
| 312 | Marzo 1991         | Art Spiegelman |
| - Maus - Libro II - capitolo primo: Mauschwitz (prima parte) di Art Spiegelman (14 pagine) |                    |                |
| 313 | Aprile 1991        | Sergio Staino  |
| 314 | Maggio 1991        | ?              |
| 315 | Giugno 1991        | ?              |
| 316 | Luglio 1991        | Berke Breathed |
| 317 | Agosto 1991        | ?              |
| 318 | Settembre 1991     | ?              |
| 319 | Ottobre 1991       | Sergio Staino  |
| 320 | Novembre 1991      | Altan          |
| 321 | Dicembre 1991      | ?              |

## 1992
| Nr. | Data pubblicazione | Copertina         |
| --- | ------------------ | ----------------- |
| 322 | Gennaio 1992       | Charles M. Schulz |
| - Il trapamo - Good Night, America - Fay come me - Quanto costa una città - Altan - Golpe in paradiso - Il salto del numero 8 - Ciacci: La mano da tenere - Wood & Stock - Feiffer - Mr. Mamoulian - Doonesbury - Crock - Calvin & Hobbes - Outland - Pogo - B.C. - Peanuts - Vauro |                    |                   |
| 323 | Febbraio 1992      | Bill Watterson    |
| 324 | Marzo 1992         | Berke Breathed    |
| 325 | Aprile 1992        | Gary Larson       |
| 326 | Maggio 1992        | Brant Parker      |
| 327 | Giugno 1992        | Altan             |
| 328 | Luglio 1992        | Berke Breathed    |
| 329 | Agosto 1992        | Bill Watterson    |
| 330 | Settembre 1992     | Gary Larson       |
| 331 | Ottobre 1992       | Charles M. Schulz |
| 332 | Novembre 1992      | Garry B. Trudeau  |
| 333 | Dicembre 1992      | Gary Larson       |

## 1993
| Nr.                                                                                      | Data pubblicazione | Copertina        |
| ---------------------------------------------------------------------------------------- | ------------------ | ---------------- |
| 334                                                                                      | Gennaio 1993       | ?                |
| 335                                                                                      | Febbraio 1993      | ?                |
| 336                                                                                      | Marzo 1993         | ?                |
| 337                                                                                      | Aprile 1993        | ?                |
| 338                                                                                      | Maggio 1993        | ?                |
| 339                                                                                      | Giugno 1993        | ?                |
| 340                                                                                      | Luglio 1993        | ?                |
| 341                                                                                      | Agosto 1993        | ?                |
| 342                                                                                      | Settembre 1993     | Guido Crepax     |
| 343                                                                                      | Ottobre 1993       | ?                |
| 344                                                                                      | Novembre 1993      | ?                |
| 345                                                                                      | Dicembre 1993      | Danilo Maramotti |
| - Valentina legge: Un dio coperto di rose (di Rossana Ombres) di Guido Crepax (6 pagine) |                    |                  |

## 1994
| Nr. | Data pubblicazione | Copertina |
| --- | ------------------ | --------- |
| 346 | Gennaio 1994       | ?         |
| - Vauro di Vauro (2 pagine) - Ellekappa: Cara Fulvia ti scrivo di Laura Pellegrini (2 pagine) - Vincino di Vincenzo Gallo (4 pagine) - I Moderati di Gianni Allegra (1 pagina) - Bobo figlio di Budda di Sergio Staino (1 pagina) - Cemak di Leonardo Cemak (2 pagine) - Donna Celeste di Renato Calligaro (4 pagine) - Via satellite - Il Seminatore di Roberto Perini (2 pagine) - Il candidato di Angese (5 pagine) - Fine millennio di Gaspare Giua (4 pagine) - Ciacci: lo striscione di Bruno D'Alfonso, Francesco Cascioli (8 pagine) - Valentina legge: Veglia irlandese (di Athos Bigongiali) di Guido Crepax (4 pagine) - Altan di Altan (2 pagine) - Ruzzier (2 pagine) - Gary Larson di Gary Larson (2 pagine) - Seventies Park di Danilo Maramotti (10 pagine) - Outland di Berke Breathed (3 pagine) - Peanuts di Charles M. Schulz (6 pagine) - Calvin & Hobbes di Bill Watterson (4 pagine) - Tropico del Capricorno (4 pagine) - Beetle Bailey di Mort Walker (4 pagine) - Doonesbury di Garry B. Trudeau (4 pagine) - I fratelli Fusco di J. C. Duffy (2 pagine) - Life in Hell di Matt Groening (2 pagine) - B.C. di Johnny Hart (4 pagine) - Wizard of Id di Brant Parker, Johnny Hart (4 pagine) - Bristow di Frank Dickens (2 pagine) - Feiffer di Jules Feiffer (2 pagine) |                    |           |
| 347 | Febbraio 1994      | ?         |
| - Valentina legge: Lo strappacuore (di Boris Vian) di Guido Crepax (4 pagine) |                    |           |
| 348 | Marzo 1994         | ?         |
| - Valentina legge: Il cardillo innamorato (di Anna Maria Ortese) di Guido Crepax (6 pagine) |                    |           |
| 349 | Aprile 1994        | ?         |
| - Valentina legge: Cercando Emma (di Dacia Maraini) di Guido Crepax (6 pagine) |                    |           |
| 350 | Maggio 1994        | ?         |
| - Valentina legge: La camera chiusa (di Kate Ross) di Guido Crepax (6 pagine) |                    |           |
| 351 | Giugno 1994        | ?         |
| 352 | Luglio 1994        | ?         |
| 353 | Agosto 1994        | ?         |
| 354 | Settembre 1994     | ?         |
| 355 | Ottobre 1994       | ?         |
| 356 | Novembre 1994      | ?         |
| 357 | Dicembre 1994      | ?         |

## 1995
| Nr. | Data pubblicazione | Copertina         |
| --- | ------------------ | ----------------- |
| 358 | Gennaio 1995       | Altan             |
| - Altan - Ellekappa - Bobo - Donna Celeste - Senza parole - Verba svolazzant - Curiosità - Chi ama chi? di Guido Crepax (8 pagine) - Ciacci: due gatti un po' scoppiati - Ringhiera - Agrippine - Committed - Calvin & Hobbes - Outland - Ingiustizie sporche - La famiglia moviola - La notte dei morti di fame - Il tropico del capricorno - Feiffer - Doonesbury - Bristow - Life in hell - Kenny & Sue - Fuoribordo - I fratelli Fusco - Peanuts - Molto personalmente |                    |                   |
| 359 | Febbraio 1995      | ?                 |
| - Chi ama chi? di Guido Crepax (6 pagine) |                    |                   |
| 360 | Marzo 1995         | ?                 |
| - Chi ama chi? (ultimo episodio) di Guido Crepax (6 pagine) |                    |                   |
| 361 | Aprile 1995        | Charles M. Schulz |
| - Altan di Altan - Attenti al training di Vauro (2 pagine) - Peanuts di Charles M. Schulz (7 pagine) - Altan di Altan (3 pagine) - Basta coglioni! 2 di Roberto Perini (2 pagine) - Ciacci, Ciccio, Ciccia e le vacanze pasquali di Bruno D'Alfonso, Francesco Cascioli (6 pagine) - Doonesbury di Garry B. Trudeau (5 pagine) - Agrippine di Claire Bretécher (2 pagine) - Calvin & Hobbes di Bill Watterson (4 pagine) - Outland di Berke Breathed - Life in hell di Matt Groening (2 pagine) - Bristow di Frank Dickens - Committed di Michael Fry (2 pagine) - B.C. di Johnny Hart (6 pagine) - Wizard of id di Brant Parker, Johnny Hart (4 pagine) - Gary Larson di Gary Larson (2 pagine) - Feiffer di Jules Feiffer (4 pagine) - La first Lady di Madeline Brogan (4 pagine) - Ringhiera (2 pagine) - Tropico del capricorno (4 pagine) - Molto personalmente di Giorgio Carpinteri (2 pagine) - Gary Larson di Gary Larson (1 pagina) |                    |                   |
| 362 | Maggio 1995        | ?                 |
| 363 | Giugno 1995        | ?                 |
| 364 | Luglio 1995        | ?                 |
| 365 | Agosto 1995        | ?                 |
| 366 | Settembre 1995     | Bill Watterson    |
| - Come e perché: Celebrità di Alberto Rebori (2 pagine) - Altan di Altan (2 pagine) - Peanuts di Charles M. Schulz (8 pagine) - Calvin and Hobbes di Bill Watterson (8 pagine) - Brillo di Igor Tuveri (8 pagine) - Bambol Bee di Marcello Jori (8 pagine) - Ciacci: Quella sagoma di Pepe di Bruno D'Alfonso, Francesco Cascioli (6 pagine) - Come il Papa scoprì la donna di Vauro (2 pagine) - Era una notte di pediluvio di Gianni Allegra (2 pagine) - Peppe e il tostapane di Stefano Tartarotti (4 pagine) - L'après midi d'un faune di Sergio Staino (4 pagine) - Segnali: Il nocciolo della banana di Alberto Rebori (8 pagine) - Life in hell di Matt Groening (2 pagine) - B.C. di Johnny Hart (5 pagine) - Wizard of Id di Brant Parker, Johnny Hart (5 pagine) - Feiffer di Jules Feiffer (4 pagine) - Committed di Michael Fry (4 pagine) - The far side di Gary Larson (1 pagina)                                               |                    |                   |
| 367 | Ottobre 1995       | ?                 |
| 368 | Novembre 1995      | ?                 |
| 369 | Dicembre 1995      | Sergio Staino     |

## 1996
| Nr. | Data pubblicazione | Copertina           |
| --- | ------------------ | ------------------- |
| 370 | Gennaio 1996       | Garry B. Trudeau    |
| 371 | Febbraio 1996      | Igor Tuveri (Igort) |
| 372 | Marzo 1996         | Charles M. Schulz   |
| 373 | Aprile 1996        | Altan               |
| 374 | Maggio 1996        | Danilo Maramotti    |
| 375 | Giugno 1996        | George Harriman     |
| 376 | Luglio 1996        | Patrick Mcdonnel    |
| 377 | Agosto 1996        | Matt Groening       |
| 378 | Settembre 1996     | Jean-Michel Folon   |
| 379 | Ottobre 1996       | Angelo Stano        |
| 380 | Novembre 1996      | Enzo Lunari         |
| 381 | Dicembre 1996      | Alberto Rebori      |

## 1997
| Nr. | Data pubblicazione | Copertina         |
| --- | ------------------ | ----------------- |
| 382 | Gennaio 1997       | Altan             |
| 383 | Febbraio 1997      | Altan             |
| 384 | Marzo 1997         | Tullio Pericoli   |
| 385 | Aprile 1997        | Danilo Maramotti  |
| 386 | Maggio 1997        | Riccardo Mannelli |
| 387 | Giugno 1997        | Paolo D'Altan     |
| 388 | Luglio 1997        | ?                 |
| 389 | Agosto 1997        | ?                 |
| 390 | Settembre 1997     | ?                 |
| 391 | Ottobre 1997       | ?                 |
| 392 | Novembre 1997      | ?                 |
| 393 | Dicembre 1997      | ?                 |
| - Eritreo Cazzulati - Letterina di Natale - Mutts - Peanuts - Life in Hell - Calvin & Hobbes - Rocky Rude: Il lungo sonno - Leviathan - Doonesbury - Liberty Meadows - Dilbert - Robotman - Krazy Kat |                    |                   |

## 1998
| Nr. | Data pubblicazione | Copertina           |
| --- | ------------------ | ------------------- |
| 394 | Gennaio 1998       | Alberto Rebori      |
| 395 | Febbraio 1998      | Frank Cho           |
| 396 | Marzo 1998         | Francesca Ghermandi |
| 397 | Aprile 1998        | Monica Menozzi      |
| 398 | Maggio 1998        | Simona Mulazzani    |
| 399 | Giugno 1998        | ?                   |
| 400 | Luglio 1998        | Patrizia La Porta   |
| 401 | Agosto 1998        | Serena Giordano     |
| - Eritreo Cazzulati - Mamma la Turco! - Peanuts - Calvin & Hobbes - Mutts - Dilbert - Rocky Rude: Memorie di piombo - Leviathan - Liberty Meadows - Robotman - Life in hell - Feiffer - Doonesbury: The Yale Strips - Krazy Kat                   |                    |                     |
| 402 | Settembre 1998     | Francesca Chessa    |
| - Eritreo Cazzulati - Inesorabile appuntamento - Peanuts - Calvin & Hobbes - Mutts - Life in hell - Liberty Meadows - Rocky Rude: Scalpi - Doonesbury: The Yale Strips - Dilbert - Committed - Ciacci: I pettini di Taiwan - Robotman - Krazy Kat |                    |                     |
| 403 | Ottobre 1998       | Enzo Lunari         |
| 404 | Novembre 1998      | Daniela Melazzi     |
| 405 | Dicembre 1998      | Lorena Munforti     |
| - Vauro - Eritreo Cazzulati - La signora Cossigu - Peanuts - Calvin & Hobbes - Dilbert - Mutts - Piera the movies - Rocky Rudf: Cave Canem - Doonesbury - Liberty Meadows - Life in hell - Robotman - Krazy Kat                                   |                    |                     |

## 1999
| Nr. | Data pubblicazione | Copertina           |
| --- | ------------------ | ------------------- |
| 406 | Gennaio 1999       | Daniela Brancaforte |
| 407 | Febbraio 1999      | ?                   |
| 408 | Marzo 1999         | Charlie Padrebarac  |
| 409 | Aprile 1999        | ?                   |
| 410 | Maggio 1999        | ?                   |
| 411 | Giugno 1999        | ?                   |
| 412 | Luglio 1999        | ?                   |
| 413 | Agosto 1999        | ?                   |
| 414 | Agosto 1999        | ?                   |
| 415 | Ottobre 1999       | ?                   |
| 416 | Novembre 1999      | ?                   |
| 417 | Dicembre 1999      | ?                   |

## 2000
| Nr. | Data pubblicazione | Copertina |
| --- | ------------------ | --------- |
| 418 | Gennaio 2000       | ?         |
| 419 | Febbraio 2000      | ?         |
| 420 | Marzo 2000         | ?         |
| 421 | Aprile 2000        | ?         |
| 422 | Maggio 2000        | ?         |
| 423 | Giugno 2000        | ?         |
| 424 | Luglio 2000        | ?         |
| 425 | Agosto 2000        | ?         |
| 426 | Settembre 2000     | ?         |
| 427 | Ottobre 2000       | ?         |
| - Peanuts '50 - Peanuts - La stanzetta di firmato Q. Magrelli - Doonesbury - Calvin & Hobbes - Pretty Baby - Altan - Get Fuzzy - Aabarson & Japoce - Mutts - Robot Man - Dilbert - La bambina filosofica - Untolo |                    |           |
| 428 | Novembre 2000      | ?         |
| 429 | Dicembre 2000      | ?         |

## 2001
| Nr. | Data pubblicazione | Copertina |
| --- | ------------------ | --------- |
| 430 | Gennaio 2001       | ?         |
| 431 | Febbraio 2001      | ?         |
| 432 | Marzo 2001         | ?         |
| 433 | Aprile 2001        | ?         |
| 434 | Maggio 2001        | ?         |
| 435 | Giugno 2001        | ?         |
| 436 | Luglio 2001        | ?         |
| 437 | Agosto 2001        | ?         |
| 438 | Settembre 2001     | ?         |
| 439 | Ottobre 2001       | ?         |
| 440 | Novembre 2001      | ?         |
| 441 | Dicembre 2001      | ?         |

## 2002
| Nr. | Data pubblicazione | Copertina |
| --- | ------------------ | --------- |
| 442 | Gennaio 2002       | ?         |
| 443 | Febbraio 2002      | ?         |
| 444 | Marzo 2002         | ?         |
| 445 | Aprile 2002        | ?         |
| 446 | Maggio 2002        | ?         |
| 447 | Giugno 2002        | ?         |
| 448 | Luglio 2002        | ?         |
| 449 | Agosto 2002        | ?         |
| 450 | Settembre 2002     | ?         |
| 451 | Ottobre 2002       | ?         |
| 452 | Novembre 2002      | ?         |
| 453 | Dicembre 2002      | ?         |

## 2003
| Nr. | Data pubblicazione | Copertina |
| --- | ------------------ | --------- |
| 454 | Gennaio 2003       | ?         |
| 455 | Febbraio 2003      | ?         |
| 456 | Marzo 2003         | ?         |
| 457 | Aprile 2003        | ?         |
| 458 | Maggio 2003        | ?         |
| 459 | Giugno 2003        | ?         |
| 460 | Luglio 2003        | ?         |
| 461 | Agosto 2003        | ?         |
| 462 | Settembre 2003     | ?         |
| 463 | Ottobre 2003       | ?         |
| 464 | Novembre 2003      | ?         |
| 465 | Dicembre 2003      | ?         |

## 2004
| Nr. | Data pubblicazione | Copertina |
| --- | ------------------ | --------- |
| 466 | Gennaio 2004       | ?         |
| 467 | Febbraio 2004      | ?         |
| 468 | Marzo 2004         | ?         |
| 469 | Aprile 2004        | ?         |
| 470 | Maggio 2004        | ?         |
| 471 | Giugno 2004        | ?         |
| 472 | Luglio 2004        | ?         |
| 473 | Agosto 2004        | ?         |
| 474 | Settembre 2004     | ?         |
| 475 | Ottobre 2004       | ?         |
| 476 | Novembre 2004      | ?         |
| 477 | Dicembre 2004      | ?         |